# Sahab
Sahab (arabisch سحاب, DMG Saḥāb) ist eine jordanische Industriestadt mit 191.800 Einwohnern (Stand: Ende 2020). Im Jahr 2004 lebten in Sahab 43.909 Einwohner (Volkszählung), und im Jahr 2015 waren es circa 169.000 Einwohner (Volkszählung). Sie liegt im Gouvernement Amman südwestlich der Hauptstadt Amman, zu deren Agglomeration Sahab gehört. 

## Archäologie

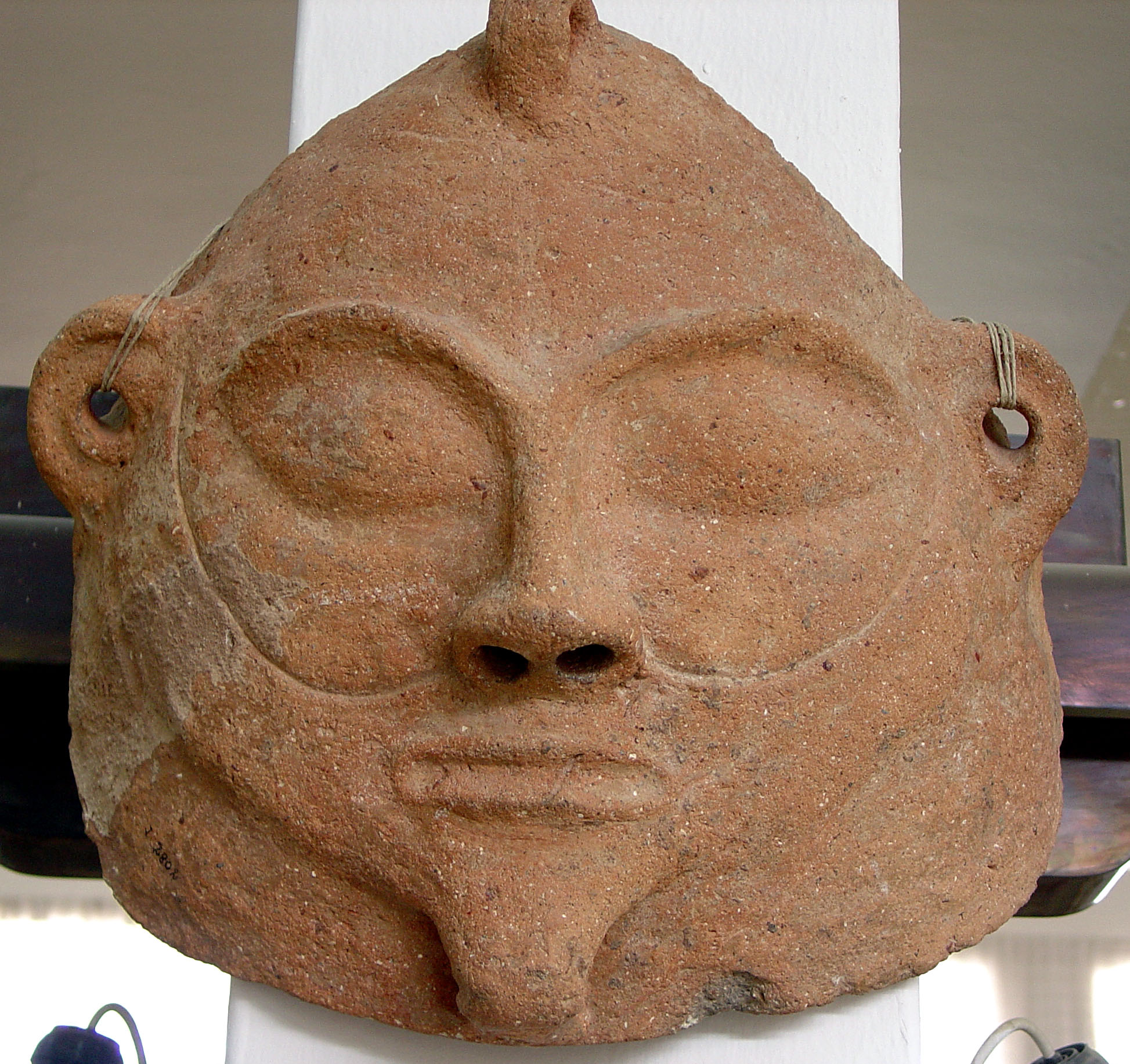
Anthropoider Sarkophagdeckel aus einem Grab in Sahab, ca. 10. Jahrhundert v. Chr. (Amman, Archäologisches Museum)

Bereits in der Kupfersteinzeit befand sich eine Siedlung auf dem heutigen Gebiet Sahabs. Während der Herrschaft der Hyksos fiel das Gebiet unter ägyptische Kontrolle und wurde zu einer Befestigung des Typs Glacis ausgebaut. 
Zur Zeit des Neuen Reiches könnte Sahab möglicherweise sogar zu einem administrativen Ort aufgestiegen sein. Die Stadtmauer von Sahab wurde in der ersten Hälfte des 15. Jahrhunderts v. Chr. erbaut. Um ihr Fundament zu legen, hatte man einen tiefen, ältere Siedlungsschichten durchschneidenden Graben ausgehoben, dessen Wände mit Steinen ausgelegt waren. Die vom Mauerring eingefasste Siedlung hat eine regelmäßige, ovale Grundfläche, deren Längsachse in Nord-Süd-Richtung verlief. Das älteste Fundobjekt war ein Siegelabdruck aus der Zeit Thutmosis' III. auf einem typischen spätbronzezeitlichen Tonkrug. Die jüngsten Funde waren Stücke mykenischer Importkeramik. Sahab war demnach kontinuierlich bis ins 13. Jahrhundert besiedelt. Die spätbronzezeitliche Stadt besaß ein großes öffentliches Gebäude mit einer auf 17 Metern freigelegten Außenwand und einer Art Turm.
Auch mehrere Gräber wurden in Sahab im 20. Jahrhundert gefunden, die bis auf die Eisenzeit datiert wurden. Ein herausragendes Einzelstück aus dem Grab A in Sahab (Eisenzeit I) ist ein anthropoider Sarkophagdeckel in ägyptisierendem Stil (Foto).

## Moderne Geschichte
Zahlreiche aus Ägypten stammende Beduinen ließen sich in der 2. Hälfte des 19. Jahrhunderts auf dem Stadtgebiet von Sahab nieder, wodurch die moderne Stadt entstand.
Etwa die Hälfte der Einwohner Sahabs sind palästinensische Flüchtlinge (al-Wihdat Refugee Camp). Als Israel 1978 im Libanon intervenierte, wollten zahlreiche Palästinenser und Jordanier an der Seite der PLO kämpfen, und besonders in Sahab fanden Demonstrationen statt, die die Reiseerlaubnis in den Libanon für diese Freiwilligengruppen forderten.

## Industrie
Die Stadt ist stark von der Industrie geprägt. So befinden sich mehr als 400 Fabriken in der Stadt. Zudem befindet sich mit dem 253 ha großen Abdullah II Ibn Al-Hussein Industriepark der bislang größte Industriepark Jordaniens in Sahab. Im Jahr 2016 waren dort über 443 Firmen ansässig mit über 14.000 Beschäftigten.

## Trivia
2016 stellte Sahab den Weltrekord der höchsten Teilnehmerzahl an einem gemeinschaftlich gebildeten Stempelbild auf. Insgesamt nahmen 1.015 Personen daran teil.